# Jan van Vlaanderen
Jan van Vlaanderen (omstreeks 1250 - 14 oktober 1291), ook Jan van Dampierre genoemd, was een vooraanstaand geestelijke in de Zuidelijke Nederlanden. Hij was onder andere proost van Sint-Donaas in Brugge, vanaf 1280 bisschop van Metz en vanaf 1282 tot aan zijn dood de 47e bisschop van Luik. Hij mag niet worden verward met zijn halfbroer Jan, die graaf van Namen werd onder de naam Jan I van Namen (1267-1330).

## Levensloop
Jan van Vlaanderen werd geboren als derde kind van Gwijde van Dampierre, graaf van Vlaanderen en graaf van Namen, uit diens eerste huwelijk met Mathilde van Béthune. Hij was pas tien of elf jaar toen hij in Brugge werd verkozen tot proost van Sint Donaas. Hij had deze lucratieve erebaan te danken aan zijn vader en aan zijn grootmoeder, gravin Margaretha van Constantinopel. Aangezien de kanunniken van het Sint-Donaaskapittel hun voortdurend afwezige proost Filip van Savoye beu waren, stemden ze met de wens van de graaf en zijn moeder in. Jan van Vlaanderen gaf zijn studie na zijn benoeming in Brugge niet op. Hij studeerde onder meer aan de universiteit van Parijs, waar hij tot licentiaat in het canoniek recht promoveerde. Als proost van het Sint-Donaaskapittel was hij meteen ook kanselier van Vlaanderen. In de oorkonden van Sint-Donaas komt hij een enkele keer voor in 1277 en 1278. Hij was daarnaast ook nog proost van het Sint-Pieterskapittel van Rijsel.
Op 2 januari 1280 benoemde paus Nicolaas III hem tot bisschop van Metz, waar hij bekendstaat als Jan II. Ook hier toonde hij weinig interesse voor het ambt, maar de eraan verbonden inkomsten kon hij goed gebruiken om in Vlaanderen onroerend goed te kopen. Van de paus kreeg hij toestemming om nog zeven jaar proost te blijven in Brugge en Rijsel. Deze functies gaf hij op 31 oktober 1282 op toen hij werd benoemd tot rijksbisschop van Luik. Voor de nieuwe functie in Luik was Jan van Vlaanderen niet eens kandidaat geweest, maar had zijn benoeming te danken aan de steun van paus Martinus IV, die niet wenste te wachten tot het Luikse kathedraalkapittel een keuze had gemaakt tussen twee kanunniken van dat kapittel, Burchard van Avesnes en Willem van Auvergne.
In 1285 raakte hij in onmin met de Luikse burgers omwille van de "fermeté", een belasting op het verbruik.  Jan trok zich samen met zijn clerus 22 maanden terug in Hoei. Het was hertog Jan I van Brabant die bemiddelde tot de zaak op 7 augustus 1287 opgelost raakte met het sluiten van de zogenaamde "klerkenvrede".
Eenmaal terug in Luik, verbond de prins-bisschop zich met hertog Jan I, toen deze laatste  tegen graaf Reinoud I van Gelre ten strijde trok met het bezit van het hertogdom Limburg als inzet. Samen haalden ze in 1288 de zege tijdens de Slag bij Woeringen. Nog in hetzelfde jaar werd hij tijdens een jachtpartij overvallen, gevangengenomen, en pas vijf maanden later vrijgelaten na het betalen van een losgeld. Al die tijd had zijn vader Gwijde van Dampierre het prinsbisdom Luik voor hem beheerd.
Jan overleed op zijn kasteel van Montaigle in Anhée nabij Namen en werd begraven in de abdij van Flines bij Dowaai.

## Voorouders
| Voorouders van Jan van Vlaanderen (1250-1291) | Voorouders van Jan van Vlaanderen (1250-1291)                                       | Voorouders van Jan van Vlaanderen (1250-1291)                                       | Voorouders van Jan van Vlaanderen (1250-1291)                                       | Voorouders van Jan van Vlaanderen (1250-1291)                                       | Voorouders van Jan van Vlaanderen (1250-1291)                         | Voorouders van Jan van Vlaanderen (1250-1291)                         | Voorouders van Jan van Vlaanderen (1250-1291)                         | Voorouders van Jan van Vlaanderen (1250-1291)                         |
| --------------------------------------------- | ----------------------------------------------------------------------------------- | ----------------------------------------------------------------------------------- | ----------------------------------------------------------------------------------- | ----------------------------------------------------------------------------------- | --------------------------------------------------------------------- | --------------------------------------------------------------------- | --------------------------------------------------------------------- | --------------------------------------------------------------------- |
| Overgrootouders                               | Gwijde II van Dampierre (?-1216) ∞ Mathilde I van Bourbon (1165-1228)               | Gwijde II van Dampierre (?-1216) ∞ Mathilde I van Bourbon (1165-1228)               | Boudewijn I van Constantinopel (1171-1205) ∞ Maria van Champagne (1174-1204)        | Boudewijn I van Constantinopel (1171-1205) ∞ Maria van Champagne (1174-1204)        | Willem II van Béthune (?-1214) ∞ Machteld van Dendermonde (?-1224)    | Willem II van Béthune (?-1214) ∞ Machteld van Dendermonde (?-1224)    | Arnaud de Morialmez ∞ Elisabeth van Morialmez                         | Arnaud de Morialmez ∞ Elisabeth van Morialmez                         |
| Grootouders                                   | Willem II van Dampierre (1196-1231) ∞ 1223 Margaretha II van Vlaanderen (1202-1280) | Willem II van Dampierre (1196-1231) ∞ 1223 Margaretha II van Vlaanderen (1202-1280) | Willem II van Dampierre (1196-1231) ∞ 1223 Margaretha II van Vlaanderen (1202-1280) | Willem II van Dampierre (1196-1231) ∞ 1223 Margaretha II van Vlaanderen (1202-1280) | Robrecht VII van Béthune (1200-1248) ∞ Johanna van Bailleul           | Robrecht VII van Béthune (1200-1248) ∞ Johanna van Bailleul           | Robrecht VII van Béthune (1200-1248) ∞ Johanna van Bailleul           | Robrecht VII van Béthune (1200-1248) ∞ Johanna van Bailleul           |
| Ouders                                        | Gwijde van Dampierre (1226-1305) ∞ 1246 Mathilde van Béthune (?-1263)               | Gwijde van Dampierre (1226-1305) ∞ 1246 Mathilde van Béthune (?-1263)               | Gwijde van Dampierre (1226-1305) ∞ 1246 Mathilde van Béthune (?-1263)               | Gwijde van Dampierre (1226-1305) ∞ 1246 Mathilde van Béthune (?-1263)               | Gwijde van Dampierre (1226-1305) ∞ 1246 Mathilde van Béthune (?-1263) | Gwijde van Dampierre (1226-1305) ∞ 1246 Mathilde van Béthune (?-1263) | Gwijde van Dampierre (1226-1305) ∞ 1246 Mathilde van Béthune (?-1263) | Gwijde van Dampierre (1226-1305) ∞ 1246 Mathilde van Béthune (?-1263) |